# Universidade de São Francisco Xavier
A Universidade de São Francisco Xavier é uma universidade de graduação localizada em Antigonish, Nova Escócia, Canadá. É membro da Maple League, um grupo de universidades de graduação principalmente no leste do Canadá.